# Aloe isaloensis
Aloe isaloensis é uma espécie de liliopsida do gênero Aloe, pertencente à família Asphodelaceae.